# Giải bóng chuyền nam Vô địch châu Á 2007
Giải bóng chuyền nam Vô địch châu Á 2007 là giải Vô địch châu Á lần thứ 14, được tổ chức từ ngày 31 tháng 8 đến ngày 9 tháng 9 năm 2007 tại Jakarta, Indonesia.

## Địa điểm thi đấu
- Istora Stadium (Jakarta)
- Tennis Indoor Stadium (Jakarta)

## Chia bảng
Các đội được gieo hạt giống dựa trên kết quả cuối cùng của họ tại Giải bóng chuyền nam Vô địch châu Á 2005.
| Bảng A                                     | Bảng B                           | Bảng C                                   | Bảng D                                 |
| ------------------------------------------ | -------------------------------- | ---------------------------------------- | -------------------------------------- |
| Indonesia (Host)                           | Nhật Bản (1st)                   | Trung Quốc (2nd)                         | Hàn Quốc (3rd)                         |
| Qatar (7th) · Maldives · Đài Bắc Trung Hoa | Iran (6th) · Pakistan · Việt Nam | Thái Lan (5th) · Sri Lanka · Ả Rập Xê Út | Ấn Độ (4th) · Kazakhstan · Kuwait · Úc |

## Vòng bảng thứ nhất

### Bảng A
|      |                   |     | Trận | Trận | Điểm | Điểm | Điểm  | Set | Set | Set   |
| Hạng | Đội               | Pts | W    | L    | W    | L    | Tỉ lệ | W   | L   | Tỉ lệ |
| ---- | ----------------- | --- | ---- | ---- | ---- | ---- | ----- | --- | --- | ----- |
| 1    | Đài Bắc Trung Hoa | 4   | 2    | 0    | 179  | 132  | 1.356 | 6   | 1   | 6.000 |
| 2    | Qatar             | 3   | 1    | 1    | 169  | 148  | 1.142 | 4   | 3   | 1.333 |
| 3    | Maldives          | 2   | 0    | 2    | 82   | 150  | 0.547 | 0   | 6   | 0.000 |

| Ngày       | Giờ   |                   | Điểm |                   | Set 1 | Set 2 | Set 3 | Set 4 | Set 5 | Tổng   |
| ---------- | ----- | ----------------- | ---- | ----------------- | ----- | ----- | ----- | ----- | ----- | ------ |
| 31 tháng 8 | 17:00 | Qatar             | 1–3  | Đài Bắc Trung Hoa | 19–25 | 30–28 | 24–26 | 21–25 |       | 94–104 |
| 01 tháng 9 | 13:45 | Maldives          | 0–3  | Qatar             | 15–25 | 15–25 | 14–25 |       |       | 44–75  |
| 02 tháng 9 | 18:15 | Đài Bắc Trung Hoa | 3–0  | Maldives          | 25–13 | 25–15 | 25–10 |       |       | 75–38  |

### Bảng B
|      |          |     | Trận | Trận | Điểm | Điểm | Điểm  | Set | Set | Set   |
| Hạng | Đội      | Pts | W    | L    | W    | L    | Tỉ lệ | W   | L   | Tỉ lệ |
| ---- | -------- | --- | ---- | ---- | ---- | ---- | ----- | --- | --- | ----- |
| 1    | Iran     | 4   | 2    | 0    | 193  | 158  | 1.222 | 6   | 2   | 3.000 |
| 2    | Pakistan | 3   | 1    | 1    | 198  | 197  | 1.005 | 4   | 5   | 0.800 |
| 3    | Việt Nam | 2   | 0    | 2    | 174  | 210  | 0.829 | 3   | 6   | 0.500 |

| Ngày       | Giờ   |          | Điểm |          | Set 1 | Set 2 | Set 3 | Set 4 | Set 5 | Tổng    |
| ---------- | ----- | -------- | ---- | -------- | ----- | ----- | ----- | ----- | ----- | ------- |
| 31 tháng 8 | 14:45 | Iran     | 3–1  | Việt Nam | 25–17 | 25–16 | 23–25 | 25–14 |       | 98–72   |
| 01 tháng 9 | 16:00 | Pakistan | 1–3  | Iran     | 18–25 | 25–20 | 22–25 | 21–25 |       | 86–95   |
| 02 tháng 9 | 13:45 | Việt Nam | 2–3  | Pakistan | 20–25 | 25–21 | 28–26 | 21–25 | 8–15  | 102–112 |

### Bảng C
|      |             |     | Trận | Trận | Điểm | Điểm | Điểm  | Set | Set | Set   |
| Hạng | Đội         | Pts | W    | L    | W    | L    | Tỉ lệ | W   | L   | Tỉ lệ |
| ---- | ----------- | --- | ---- | ---- | ---- | ---- | ----- | --- | --- | ----- |
| 1    | Thái Lan    | 4   | 2    | 0    | 172  | 133  | 1.293 | 6   | 1   | 6.000 |
| 2    | Ả Rập Xê Út | 3   | 1    | 1    | 153  | 145  | 1.055 | 4   | 3   | 1.333 |
| 3    | Sri Lanka   | 2   | 0    | 2    | 103  | 150  | 0.687 | 0   | 6   | 0.000 |

| Ngày       | Giờ   |             | Điểm |             | Set 1 | Set 2 | Set 3 | Set 4 | Set 5 | Tổng  |
| ---------- | ----- | ----------- | ---- | ----------- | ----- | ----- | ----- | ----- | ----- | ----- |
| 31 tháng 8 | 20:00 | Thái Lan    | 3–0  | Sri Lanka   | 25–17 | 25–17 | 25–21 |       |       | 75–55 |
| 01 tháng 9 | 18:15 | Ả Rập Xê Út | 1–3  | Thái Lan    | 25–22 | 21–25 | 16–25 | 16–25 |       | 78–97 |
| 02 tháng 9 | 16:00 | Sri Lanka   | 0–3  | Ả Rập Xê Út | 14–25 | 11–25 | 23–25 |       |       | 48–75 |

### Bảng D
|      |            |     | Trận | Trận | Điểm | Điểm | Điểm  | Set | Set | Set   |
| Hạng | Đội        | Pts | W    | L    | W    | L    | Tỉ lệ | W   | L   | Tỉ lệ |
| ---- | ---------- | --- | ---- | ---- | ---- | ---- | ----- | --- | --- | ----- |
| 1    | Úc         | 6   | 3    | 0    | 247  | 170  | 1.453 | 9   | 1   | 9.000 |
| 2    | Ấn Độ      | 5   | 2    | 1    | 277  | 264  | 1.049 | 7   | 5   | 1.400 |
| 3    | Kazakhstan | 4   | 1    | 2    | 234  | 252  | 0.929 | 5   | 6   | 0.833 |
| 4    | Kuwait     | 3   | 0    | 3    | 155  | 227  | 0.683 | 0   | 9   | 0.000 |

| Ngày       | Giờ   |            | Điểm |            | Set 1 | Set 2 | Set 3 | Set 4 | Set 5 | Tổng    |
| ---------- | ----- | ---------- | ---- | ---------- | ----- | ----- | ----- | ----- | ----- | ------- |
| 31 tháng 8 | 14:45 | Úc         | 3–1  | Ấn Độ      | 22–25 | 25–19 | 25–18 | 25–23 |       | 97–85   |
| 31 tháng 8 | 17:00 | Kuwait     | 0–3  | Kazakhstan | 19–25 | 16–25 | 25–27 |       |       | 60–77   |
| 01 tháng 9 | 16:00 | Ấn Độ      | 3–2  | Kazakhstan | 25–20 | 24–26 | 25–20 | 25–27 | 18–16 | 117–109 |
| 01 tháng 9 | 18:15 | Úc         | 3–0  | Kuwait     | 25–11 | 25–15 | 25–11 |       |       | 75–37   |
| 02 tháng 9 | 16:00 | Kuwait     | 0–3  | Ấn Độ      | 19–25 | 22–25 | 17–25 |       |       | 58–75   |
| 02 tháng 9 | 18:15 | Kazakhstan | 0–3  | Úc         | 14–25 | 20–25 | 14–25 |       |       | 48–75   |

## Vòng bảng thứ hai
- Kết quả và điểm số của các đội bóng tại vòng bảng thứ nhất vẫn sẽ được tính và đưa vào vòng bảng thứ hai. Mỗi đội tại vòng bảng thứ hai coi như đã có 1 trận thắng (hoặc 1 trận thua).

### Pool E
|      |                   |     | Trận | Trận | Điểm | Điểm | Điểm  | Set | Set | Set   |
| Hạng | Đội               | Pts | W    | L    | W    | L    | Tỉ lệ | W   | L   | Tỉ lệ |
| ---- | ----------------- | --- | ---- | ---- | ---- | ---- | ----- | --- | --- | ----- |
| 1    | Trung Quốc        | 6   | 3    | 0    | 310  | 278  | 1.115 | 9   | 5   | 1.800 |
| 2    | Thái Lan          | 4   | 1    | 2    | 322  | 316  | 1.019 | 7   | 8   | 0.875 |
| 3    | Indonesia         | 4   | 1    | 2    | 314  | 326  | 0.963 | 7   | 8   | 0.875 |
| 4    | Đài Bắc Trung Hoa | 4   | 1    | 2    | 294  | 320  | 0.919 | 6   | 8   | 0.750 |

| Ngày       | Giờ   |                   | Điểm |                   | Set 1 | Set 2 | Set 3 | Set 4 | Set 5 | Tổng    |
| ---------- | ----- | ----------------- | ---- | ----------------- | ----- | ----- | ----- | ----- | ----- | ------- |
| 03 tháng 9 | 16:00 | Indonesia         | 3–2  | Thái Lan          | 25–23 | 22–25 | 25–18 | 22–25 | 15–12 | 109–103 |
| 03 tháng 9 | 20:30 | Trung Quốc        | 3–1  | Đài Bắc Trung Hoa | 25–15 | 20–25 | 25–18 | 25–21 |       | 95–79   |
| 04 tháng 9 | 16:00 | Indonesia         | 2–3  | Đài Bắc Trung Hoa | 17–25 | 25–17 | 31–33 | 25–21 | 16–18 | 114–114 |
| 04 tháng 9 | 18:15 | Trung Quốc        | 3–2  | Thái Lan          | 25–18 | 18–25 | 25–23 | 19–25 | 19–17 | 106–108 |
| 05tháng 9  | 16:00 | Indonesia         | 2–3  | Trung Quốc        | 16–25 | 15–25 | 25–21 | 25–23 | 10–15 | 91–109  |
| 05 tháng 9 | 18:15 | Đài Bắc Trung Hoa | 2–3  | Thái Lan          | 18–25 | 25–23 | 25–23 | 22–25 | 11–15 | 101–111 |

### Pool F
|      |          |     | Trận | Trận | Điểm | Điểm | Điểm  | Set | Set | Set   |
| Hạng | Đội      | Pts | W    | L    | W    | L    | Tỉ lệ | W   | L   | Tỉ lệ |
| ---- | -------- | --- | ---- | ---- | ---- | ---- | ----- | --- | --- | ----- |
| 1    | Úc       | 6   | 3    | 0    | 318  | 313  | 1.016 | 9   | 6   | 1.500 |
| 2    | Nhật Bản | 5   | 2    | 1    | 275  | 251  | 1.096 | 8   | 4   | 2.000 |
| 3    | Hàn Quốc | 4   | 1    | 2    | 275  | 279  | 0.986 | 6   | 6   | 1.000 |
| 4    | Iran     | 3   | 0    | 3    | 237  | 262  | 0.905 | 2   | 9   | 0.222 |

| Ngày       | Giờ   |          | Điểm |          | Set 1 | Set 2 | Set 3 | Set 4 | Set 5 | Tổng    |
| ---------- | ----- | -------- | ---- | -------- | ----- | ----- | ----- | ----- | ----- | ------- |
| 03 tháng 9 | 13:45 | Nhật Bản | 2–3  | Úc       | 21–25 | 25–19 | 25–20 | 20–25 | 9–15  | 100–104 |
| 03 tháng 9 | 18:15 | Hàn Quốc | 3–0  | Iran     | 27–25 | 28–26 | 25–21 |       |       | 80–72   |
| 04 tháng 9 | 13:45 | Nhật Bản | 3–0  | Iran     | 25–22 | 28–26 | 25–15 |       |       | 78–63   |
| 04 tháng 9 | 20:30 | Hàn Quốc | 2–3  | Úc       | 25–20 | 22–25 | 25–20 | 21–25 | 18–20 | 111–110 |
| 05 tháng 9 | 13:45 | Nhật Bản | 3–1  | Hàn Quốc | 25–16 | 26–24 | 21–25 | 25–19 |       | 97–84   |
| 05 tháng 9 | 20:30 | Iran     | 2–3  | Úc       | 23–25 | 25–17 | 16–25 | 25–22 | 13–15 | 102–104 |

### Pool G
|      |             |     | Trận | Trận | Điểm | Điểm | Điểm  | Set | Set | Set   |
| Hạng | Đội         | Pts | W    | L    | W    | L    | Tỉ lệ | W   | L   | Tỉ lệ |
| ---- | ----------- | --- | ---- | ---- | ---- | ---- | ----- | --- | --- | ----- |
| 1    | Qatar       | 6   | 3    | 0    | 229  | 161  | 1.422 | 9   | 0   | MAX   |
| 2    | Ả Rập Xê Út | 5   | 2    | 1    | 213  | 168  | 1.268 | 6   | 3   | 2.000 |
| 3    | Sri Lanka   | 4   | 1    | 2    | 201  | 229  | 0.878 | 3   | 7   | 0.429 |
| 4    | Maldives    | 3   | 0    | 3    | 164  | 249  | 0.659 | 1   | 9   | 0.111 |

| Ngày       | Giờ   |             | Điểm |             | Set 1 | Set 2 | Set 3 | Set 4 | Set 5 | Tổng  |
| ---------- | ----- | ----------- | ---- | ----------- | ----- | ----- | ----- | ----- | ----- | ----- |
| 04 tháng 9 | 13:45 | Qatar       | 3–0  | Sri Lanka   | 25–18 | 25–9  | 29–27 |       |       | 79–54 |
| 04 tháng 9 | 16:00 | Ả Rập Xê Út | 3–0  | Maldives    | 25–13 | 25–11 | 25–21 |       |       | 75–45 |
| 05 tháng 9 | 13:45 | Maldives    | 1–3  | Sri Lanka   | 20–25 | 12–25 | 26–24 | 17–25 |       | 75–99 |
| 05 tháng 9 | 16:00 | Qatar       | 3–0  | Ả Rập Xê Út | 25–23 | 25–17 | 25–23 |       |       | 75–63 |

### Pool H
|      |            |     | Trận | Trận | Điểm | Điểm | Điểm  | Set | Set | Set   |
| Hạng | Đội        | Pts | W    | L    | W    | L    | Tỉ lệ | W   | L   | Tỉ lệ |
| ---- | ---------- | --- | ---- | ---- | ---- | ---- | ----- | --- | --- | ----- |
| 1    | Ấn Độ      | 8   | 4    | 0    | 346  | 281  | 1.231 | 12  | 2   | 6.000 |
| 2    | Kazakhstan | 7   | 3    | 1    | 359  | 312  | 1.151 | 11  | 4   | 2.750 |
| 3    | Pakistan   | 6   | 2    | 2    | 317  | 316  | 1.003 | 6   | 8   | 0.750 |
| 4    | Việt Nam   | 5   | 1    | 3    | 302  | 341  | 0.886 | 6   | 9   | 0.667 |
| 5    | Kuwait     | 4   | 0    | 4    | 234  | 308  | 0.760 | 0   | 12  | 0.000 |

| Ngày       | Giờ   |          | Điểm |            | Set 1 | Set 2 | Set 3 | Set 4 | Set 5 | Tổng  |
| ---------- | ----- | -------- | ---- | ---------- | ----- | ----- | ----- | ----- | ----- | ----- |
| 03 tháng 9 | 18:15 | Ấn Độ    | 3–0  | Việt Nam   | 25–16 | 25–16 | 25–15 |       |       | 75–47 |
| 03 tháng 9 | 20:30 | Pakistan | 3–0  | Kuwait     | 25–18 | 25–13 | 31–29 |       |       | 81–60 |
| 04 tháng 9 | 18:15 | Pakistan | 0–3  | Kazakhstan | 19–25 | 23–25 | 15–25 |       |       | 57–75 |
| 04 tháng 9 | 20:30 | Việt Nam | 3–0  | Kuwait     | 25–20 | 25–15 | 25–21 |       |       | 75–56 |
| 05 tháng 9 | 18:15 | Việt Nam | 1–3  | Kazakhstan | 18–25 | 17–25 | 25–23 | 18–25 |       | 78–98 |
| 05 tháng 9 | 20:30 | Pakistan | 0–3  | Ấn Độ      | 20–25 | 27–29 | 20–25 |       |       | 67–79 |

## Vòng chung kết
- Kết quả và điểm số của các đội bóng tại vòng bảng thứ nhất và vòng bảng thứ hai vẫn sẽ được tính và đưa vào vòng chung kết. Mỗi đội tại vòng bảng thứ hai coi như đã có 1 trận thắng (hoặc 1 trận thua).

### Phân hạng 13-16
|      |           |     | Trận | Trận | Điểm | Điểm | Điểm  | Set | Set | Set   |
| Hạng | Đội       | Pts | W    | L    | W    | L    | Tỉ lệ | W   | L   | Tỉ lệ |
| ---- | --------- | --- | ---- | ---- | ---- | ---- | ----- | --- | --- | ----- |
| 13   | Pakistan  | 6   | 3    | 0    | 263  | 202  | 1.302 | 9   | 2   | 4.500 |
| 14   | Sri Lanka | 5   | 2    | 1    | 249  | 259  | 0.961 | 6   | 6   | 1.000 |
| 15   | Việt Nam  | 4   | 1    | 2    | 285  | 261  | 1.092 | 7   | 6   | 1.167 |
| 16   | Maldives  | 3   | 0    | 3    | 174  | 249  | 0.699 | 1   | 9   | 0.111 |

| Ngày       | Giờ   |           | Điểm |          | Set 1 | Set 2 | Set 3 | Set 4 | Set 5 | Tổng   |
| ---------- | ----- | --------- | ---- | -------- | ----- | ----- | ----- | ----- | ----- | ------ |
| 06 tháng 9 | 13:45 | Sri Lanka | 3–2  | Việt Nam | 11–25 | 13–25 | 25–21 | 26–24 | 15–13 | 90–108 |
| 06 tháng 9 | 16:00 | Pakistan  | 3–0  | Maldives | 25–11 | 25–13 | 25–16 |       |       | 75–40  |
| 07 tháng 9 | 13:45 | Maldives  | 0–3  | Việt Nam | 18–25 | 23–25 | 18–25 |       |       | 59–75  |
| 07 tháng 9 | 16:00 | Sri Lanka | 0–3  | Pakistan | 24–26 | 18–25 | 18–25 |       |       | 60–76  |

### Phân hạng 9-12
|      |             |     | Trận | Trận | Điểm | Điểm | Điểm  | Set | Set | Set   |
| Hạng | Đội         | Pts | W    | L    | W    | L    | Tỉ lệ | W   | L   | Tỉ lệ |
| ---- | ----------- | --- | ---- | ---- | ---- | ---- | ----- | --- | --- | ----- |
| 9    | Ấn Độ       | 6   | 3    | 0    | 300  | 271  | 1.107 | 9   | 4   | 2.250 |
| 10   | Kazakhstan  | 5   | 2    | 1    | 277  | 263  | 1.053 | 8   | 4   | 2.000 |
| 11   | Qatar       | 4   | 1    | 2    | 256  | 264  | 0.970 | 6   | 6   | 1.000 |
| 12   | Ả Rập Xê Út | 3   | 0    | 3    | 190  | 225  | 0.844 | 0   | 9   | 0.000 |

| Ngày       | Giờ   |             | Điểm |             | Set 1 | Set 2 | Set 3 | Set 4 | Set 5 | Tổng   |
| ---------- | ----- | ----------- | ---- | ----------- | ----- | ----- | ----- | ----- | ----- | ------ |
| 06 tháng 9 | 18:15 | Qatar       | 1–3  | Kazakhstan  | 21–25 | 25–18 | 16–25 | 20–25 |       | 82–93  |
| 06 tháng 9 | 20:30 | Ấn Độ       | 3–0  | Ả Rập Xê Út | 25–22 | 25–22 | 25–19 |       |       | 75–63  |
| 07 tháng 9 | 18:15 | Ả Rập Xê Út | 0–3  | Kazakhstan  | 23–25 | 19–25 | 22–25 |       |       | 64–75  |
| 07 tháng 9 | 20:30 | Qatar       | 2–3  | Ấn Độ       | 25–22 | 25–21 | 21–25 | 18–25 | 10–15 | 99–108 |

### Tranh ngôi vô địch
|      |                   |     | Trận | Trận | Điểm | Điểm | Điểm  | Set | Set | Set   |
| Hạng | Đội               | Pts | W    | L    | W    | L    | Tỉ lệ | W   | L   | Tỉ lệ |
| ---- | ----------------- | --- | ---- | ---- | ---- | ---- | ----- | --- | --- | ----- |
| 1    | Úc                | 13  | 6    | 1    | 665  | 616  | 1.080 | 20  | 9   | 2.222 |
| 2    | Nhật Bản          | 12  | 5    | 2    | 563  | 482  | 1.168 | 17  | 7   | 2.429 |
| 3    | Hàn Quốc          | 12  | 5    | 2    | 575  | 514  | 1.119 | 18  | 6   | 3.000 |
| 4    | Trung Quốc        | 12  | 5    | 2    | 625  | 613  | 1.020 | 15  | 13  | 1.154 |
| 5    | Iran              | 10  | 3    | 4    | 617  | 612  | 1.008 | 11  | 16  | 0.688 |
| 6    | Thái Lan          | 9   | 2    | 5    | 616  | 638  | 0.966 | 12  | 17  | 0.706 |
| 7    | Indonesia         | 8   | 1    | 6    | 564  | 640  | 0.881 | 7   | 20  | 0.350 |
| 8    | Đài Bắc Trung Hoa | 8   | 1    | 6    | 554  | 664  | 0.834 | 8   | 20  | 0.400 |

| Ngày       | Giờ   |                   | Điểm |                   | Set 1 | Set 2 | Set 3 | Set 4 | Set 5 | Tổng    |
| ---------- | ----- | ----------------- | ---- | ----------------- | ----- | ----- | ----- | ----- | ----- | ------- |
| 06 tháng 9 | 13:45 | Trung Quốc        | 3–0  | Iran              | 36–34 | 25–22 | 25–20 |       |       | 86–76   |
| 06 tháng 9 | 16:00 | Úc                | 3–0  | Đài Bắc Trung Hoa | 25–15 | 25–20 | 25–21 |       |       | 75–56   |
| 06 tháng 9 | 18:15 | Thái Lan          | 0–3  | Hàn Quốc          | 21–25 | 20–25 | 21–25 |       |       | 62–75   |
| 06 tháng 9 | 20:30 | Nhật Bản          | 3–0  | Indonesia         | 25–18 | 25–21 | 25–15 |       |       | 75–54   |
| 07 tháng 9 | 13:45 | Thái Lan          | 2–3  | Iran              | 20–25 | 25–22 | 16–25 | 25–22 | 11–15 | 97–109  |
| 07 tháng 9 | 16:00 | Nhật Bản          | 3–0  | Đài Bắc Trung Hoa | 25–13 | 25–14 | 25–12 |       |       | 75–39   |
| 07 tháng 9 | 18:15 | Úc                | 3–0  | Indonesia         | 25–20 | 36–34 | 27–25 |       |       | 88–79   |
| 07 tháng 9 | 20:30 | Trung Quốc        | 0–3  | Hàn Quốc          | 20–25 | 17–25 | 21–25 |       |       | 58–75   |
| 08 tháng 9 | 13:45 | Úc                | 3–0  | Thái Lan          | 25–21 | 25–20 | 25–19 |       |       | 75–60   |
| 08 tháng 9 | 16:00 | Trung Quốc        | 0–3  | Nhật Bản          | 20–25 | 22–25 | 21–25 |       |       | 63–75   |
| 08 tháng 9 | 18:15 | Indonesia         | 0–3  | Iran              | 22–25 | 24–26 | 16–25 |       |       | 62–76   |
| 08 tháng 9 | 20:30 | Hàn Quốc          | 3–0  | Đài Bắc Trung Hoa | 25–22 | 25–21 | 25–17 |       |       | 75–60   |
| 09 tháng 9 | 11:30 | Đài Bắc Trung Hoa | 2–3  | Iran              | 20–25 | 32–30 | 26–24 | 19–25 | 8–15  | 105–119 |
| 09 tháng 9 | 14:00 | Indonesia         | 0–3  | Hàn Quốc          | 17–25 | 17–25 | 21–25 |       |       | 55–75   |
| 09 tháng 9 | 16:10 | Trung Quốc        | 3–2  | Úc                | 21–25 | 26–24 | 21–25 | 25–23 | 15–12 | 108–109 |
| 09 tháng 9 | 18:15 | Thái Lan          | 3–0  | Nhật Bản          | 25–20 | 25–20 | 25–23 |       |       | 75–63   |

## Xếp hạng chung cuộc
| Rank | Team              |
| ---- | ----------------- |
| 1    | Úc                |
| 2    | Nhật Bản          |
| 3    | Hàn Quốc          |
| 4    | Trung Quốc        |
| 5    | Iran              |
| 6    | Thái Lan          |
| 7    | Indonesia         |
| 8    | Đài Bắc Trung Hoa |
| 9    | Ấn Độ             |
| 10   | Kazakhstan        |
| 11   | Qatar             |
| 12   | Ả Rập Xê Út       |
| 13   | Pakistan          |
| 14   | Sri Lanka         |
| 15   | Việt Nam          |
| 16   | Maldives          |
| 17   | Kuwait            |

|  | Qualified for the 2007 World Cup và 2008 Olympic Qualifier |
|  | Qualified for the 2008 Olympic Qualifier                   |
|  | Qualified for the 2008 Intercontinental Olympic Qualifier  |

| 2007 Asian Men's Champions |
| -------------------------- |
| · Úc · Lần 1               |

## Danh hiệu cá nhân
- Vận động viên toàn diện:  Daniel Howard
- Ghi điểm tốt nhất:  Mohammad Mohammadkazem
- Chủ công xuất sắc nhất:  Lee Kyung-soo
- Chắn bóng tốt nhất:  Lee Sun-kyu
- Phát bóng tốt nhất:  Yu Koshikawa
- Chuyền hai xuất sắc nhất:  Kosuke Tomonaga
- Libero xuất sắc nhất:  Yeo Oh-hyun
- Phòng thủ tốt nhất:  Siriphum Supachai